# Erik Ohlsson
Erik Ohlsson (Örebro, 2 juli 1975) is de Zweedse gitarist van de punkband Millencolin. Hij ontwerpt bijna alle grafische elementen van de band, waaronder T-shirts, logo's, covers, de officiële website en Millencolin and the Hi-8 Adventures, de enige video die de band heeft gemaakt. Tevens werkt hij als zelfstandig ontwerper bij Eckhouse Design.
Nikola Šarčević · Mathias Färm · Fredrik Larzon · Erik Ohlsson
Albums en ep's: Use Your Nose · Skauch · Same Old Tunes · Life on a Plate · For Monkeys · Hi-8 Adventures Soundtrack · The Melancholy Collection · Pennybridge Pioneers · No Cigar · Millencolin/Midtown Split · Home from Home · Kingwood · Machine 15 · The Melancholy Connection · True Brew · SOS
Video's en dvd's: Millencolin and the Hi-8 Adventures